# 哈默斯巴赫河
47°28′45″N 11°03′08″E / 47.4793°N 11.0522°E

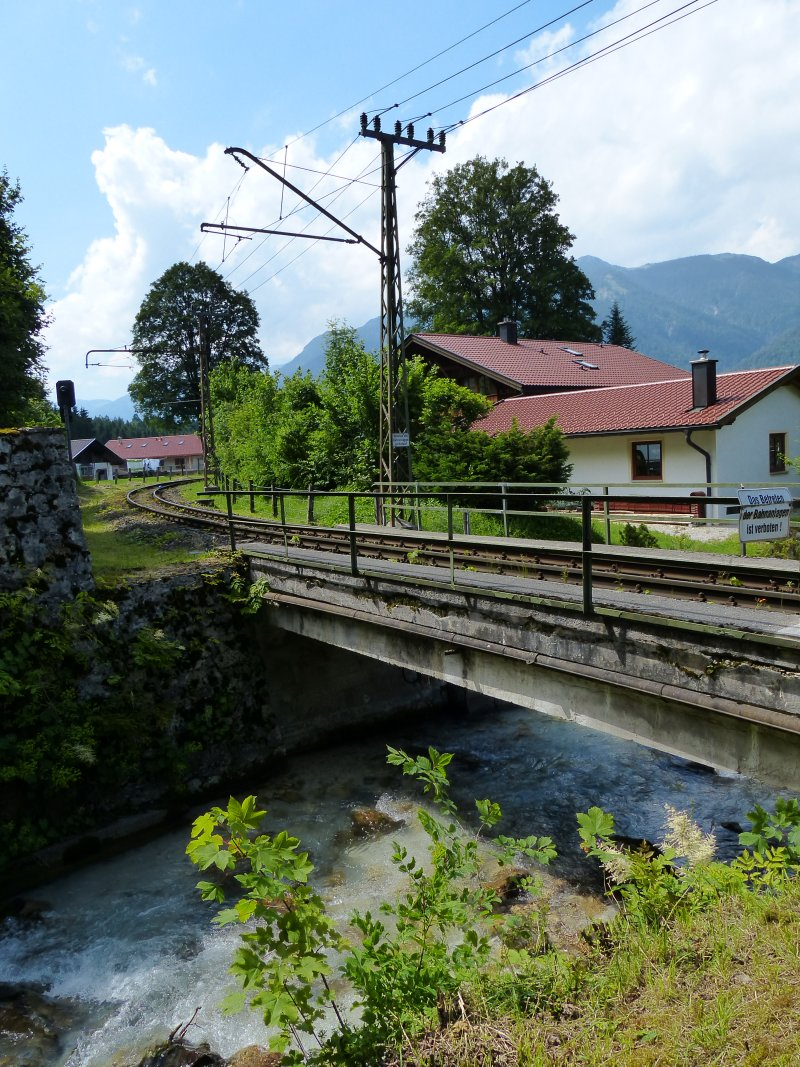

哈默斯巴赫河（德語：Hammersbach），是德國的河流，位於該國東南部，由巴伐利亞負責管轄，屬於洛伊薩赫河的右支流，河道全長7公里，河畔城鎮有格賴瑙。